# Gelastocoridae
Famille
Les Gelastocoridae sont une famille d'insectes hémiptères du sous-ordre des hétéroptères (punaises). À cause de leur apparence particulière, et de leur manière de sauter, ils sont appelés « toad bugs » en anglais, et « chinches sapo » en espagnol, c'est-à-dire « punaises crapaud ».  

## Description
Les Gelastocoridae ont un corps ovoïde, à coloration cryptique, avec des antennes invisibles depuis en dessus, car elles sont repliées sous les yeux, comportant 4 articles. Elles ont des ocelles entre les yeux (à l'exception de certaines espèces). Ceux-ci sont saillants, parfois subpédonculés. Le rostre est large, court et rabattu, caché par les fémurs antérieurs. Ceux-ci sont épaissis, avec la surface intérieure rainurée pour recevoir le tibia et les tarses (pattes ravisseuses). Le tarse antérieur ne compte qu'un segment, parfois fondu avec le tibia. Le tarse médian n'a qu'un segment aussi, et le postérieur en a trois. La surface dorsale apparaît rugueuse. Le pronotum est transverse, plus large que la tête, le scutellum grand et triangulaire. Les membranes peuvent être réduites ou, lorsque ce n'est pas le cas, ont beaucoup de veines. Elles mesurent de 7 à 15 mm,,.   

## Répartition et habitat
Les Gelastocoridae se rencontrent sur tous les continents, sauf la zone paléarctique et l'Antarctique. Les Gelastocorinae (Gelastocoris et Montandonius) se rencontrent sur le continent américain, du Sud du Canada au Nord de l'Argentine. Le genre Nerthra (Nerthrinae) est présent dans les zones tropicales et subtropicales de tous les continents à l'exception de l'Europe, mais avec le plus grand nombre en Amérique du Sud, en Australie, et dans la région indo-malaise. Une seule espèce (N. grandicollis) est présente dans la zone afrotropicale et à Madagascar.
Elles fréquentent les rives boueuses de cours d'eau, mares, marécages et fossés. Les Nerthra sont trouvés sur des côtes marines, mais également loin de l'eau, dans de la litière de feuilles, dans le sol, des matières végétales en décomposition, ou de la bouse de vache. Elles y chassent les invertébrés qu'elles rencontrent, vivants ou morts, tels que diptères, hémiptères, etc en leur montant dessus et en les attrapant avec leurs pattes antérieures. 

## Systématique
Cette famille comprend deux sous-familles, trois genres existants, avec 120 espèces environ. Les différents sous-genre du genre Nerthra pourraient être prochainement élevés au rang de genres à part entière.     
Les Gelastocoridae ont été rangés dans la super-famille des Ochteroidea, dont le nom Gelastocoroidea est un synonyme.     
Les plus anciens fossiles connus (deux espèces de Cratonerthra du Brésil) remontent à l'Aptien (Crétacé inférieur), à environ 120 millions d'années. Des fossiles d'espèces de Gelastocoris et de Nerthra remontant au Cénomanien (Crétacé supérieur, environ 95 millions d'années) ont été trouvés dans de l'ambre du Myanmar.     
L'espèce Nerthra asiatica, décrite en 1892, n'est restée connue que par des femelles, jusqu'en 2018, où le mâle a été décrit,.    

### Liste des sous-familles et des genres
Selon BioLib (2 avril 2022) :
- sous-famille Gelastocorinae Kirkaldy
  - genre Gelastocoris Kirkaldy, 1897, 26 espèces, une espèce fossile
  - genre Montandonius Melin, 1929, 3 espèces
- sous-famille Nerthrinae Kirkaldy, 1906
  - genre Nerthra Say, 1832, 96  espèces, une espèce fossile,
  - genre †Cratonerthra Martins-Neto, 2005, deux espèces fossiles

## Galerie

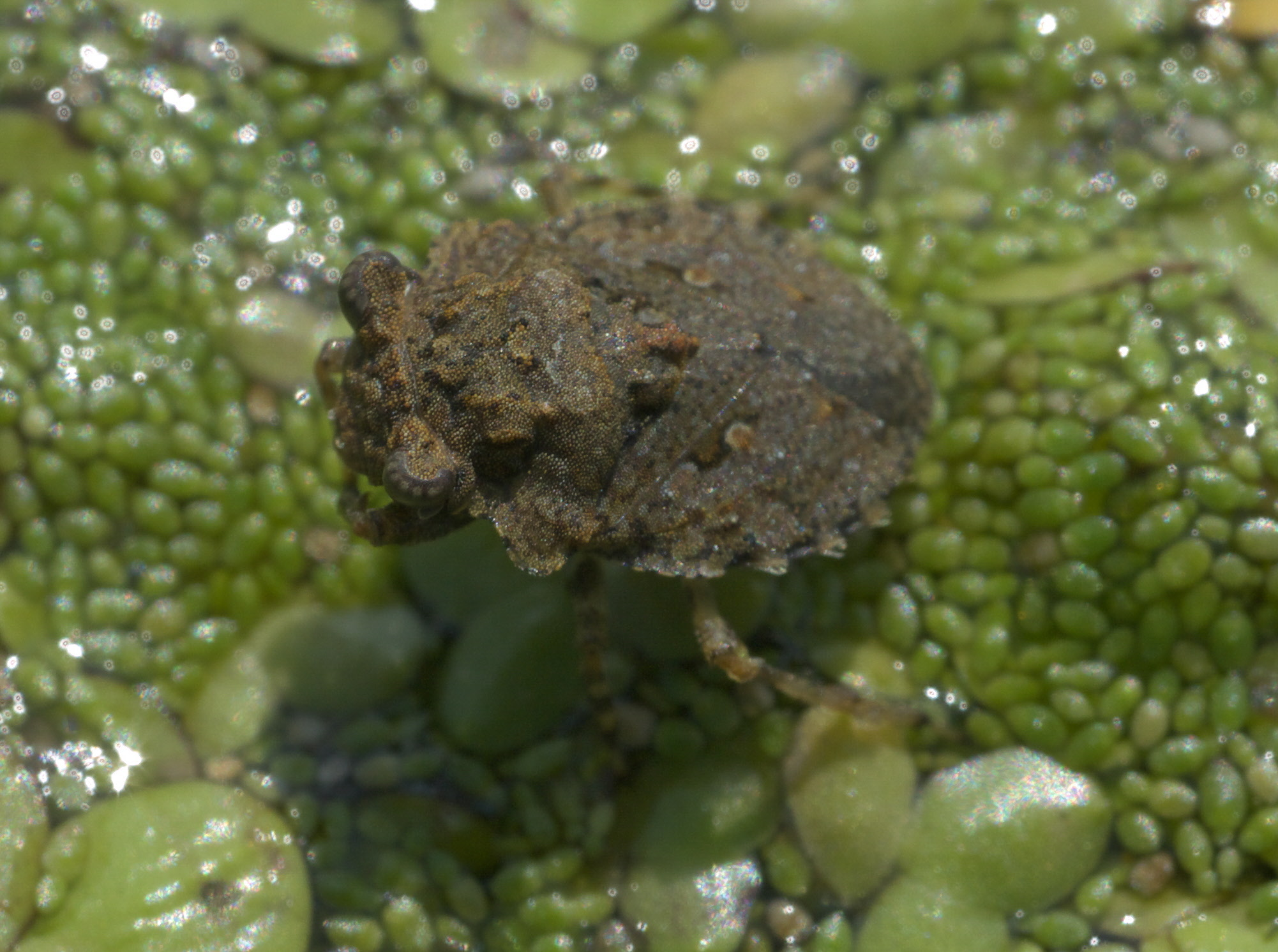
Gelastocoris oculatus, Oklahoma
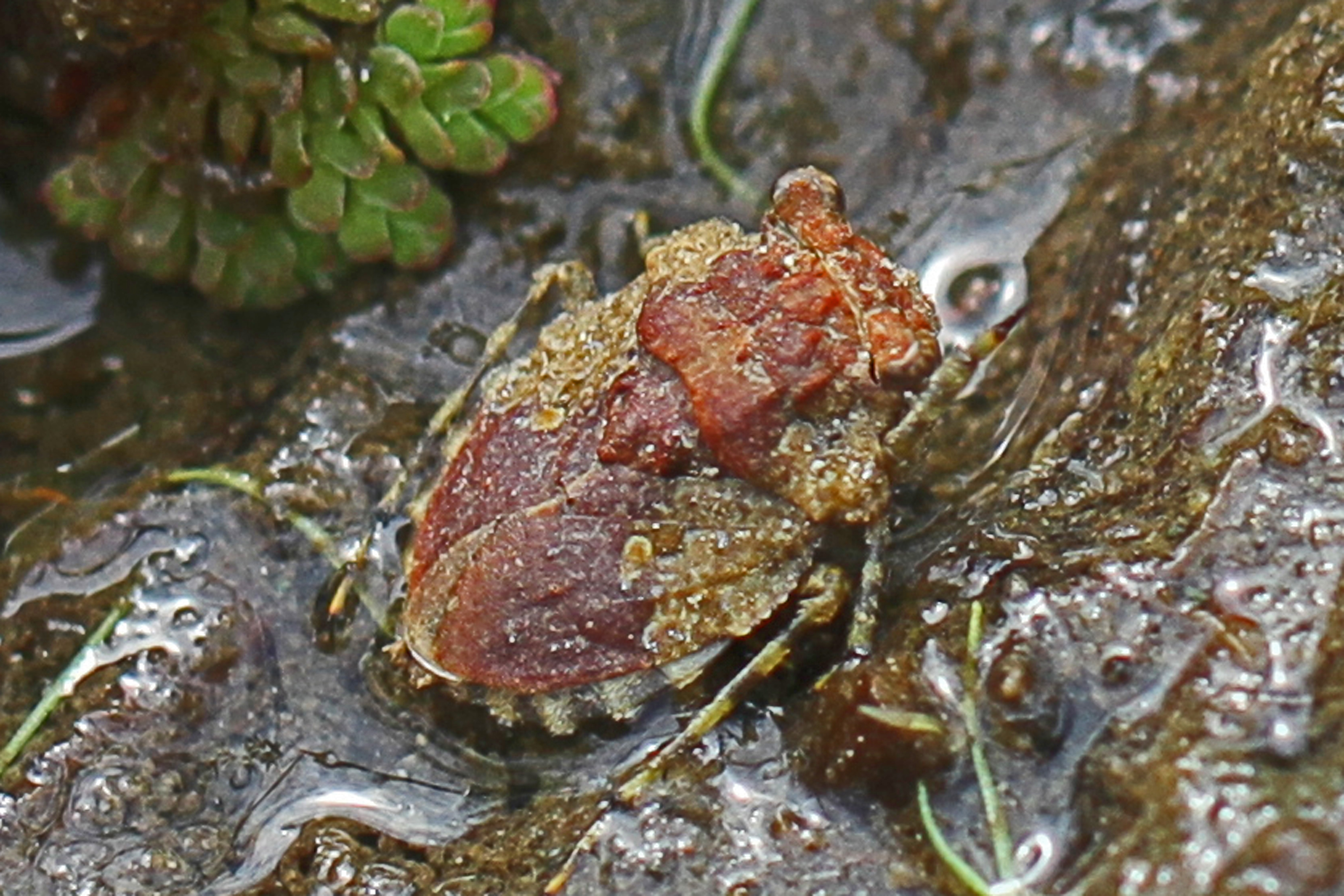
Gelastocoris oculatus, Maryland, USA
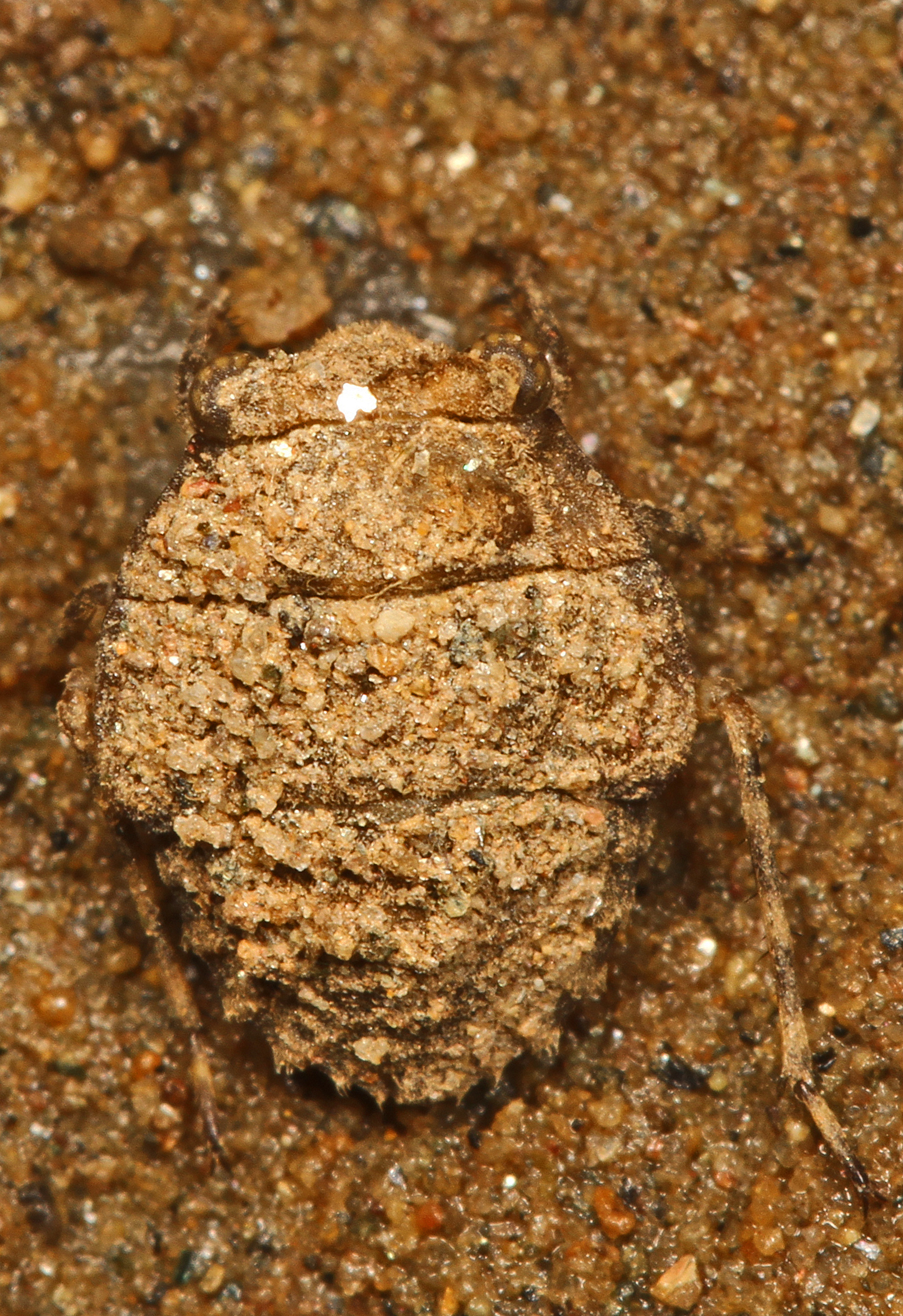
Gelastocoris oculatus recouvert de boue, Maryland USA
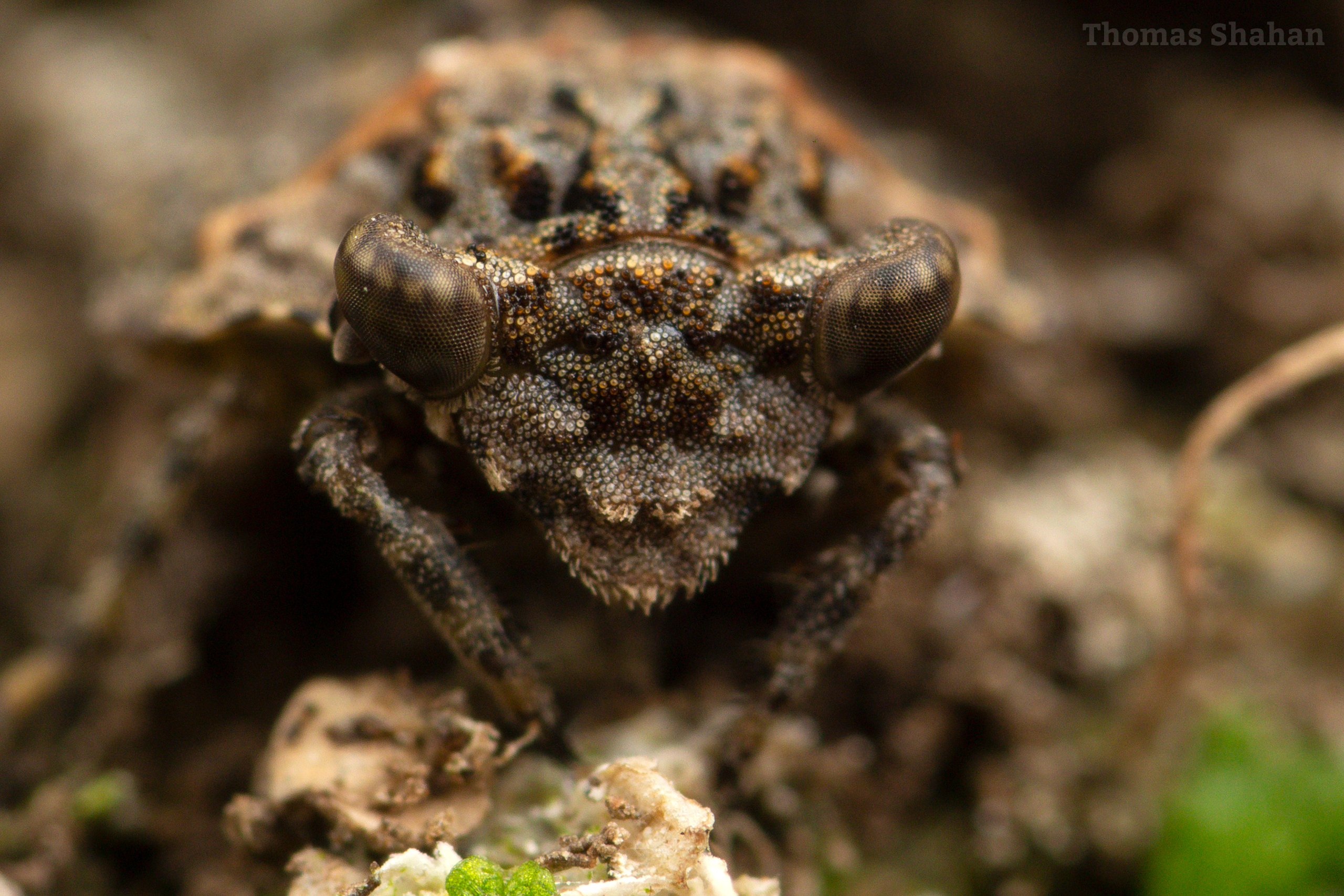
Gelsatocoris oculatus, un portrait
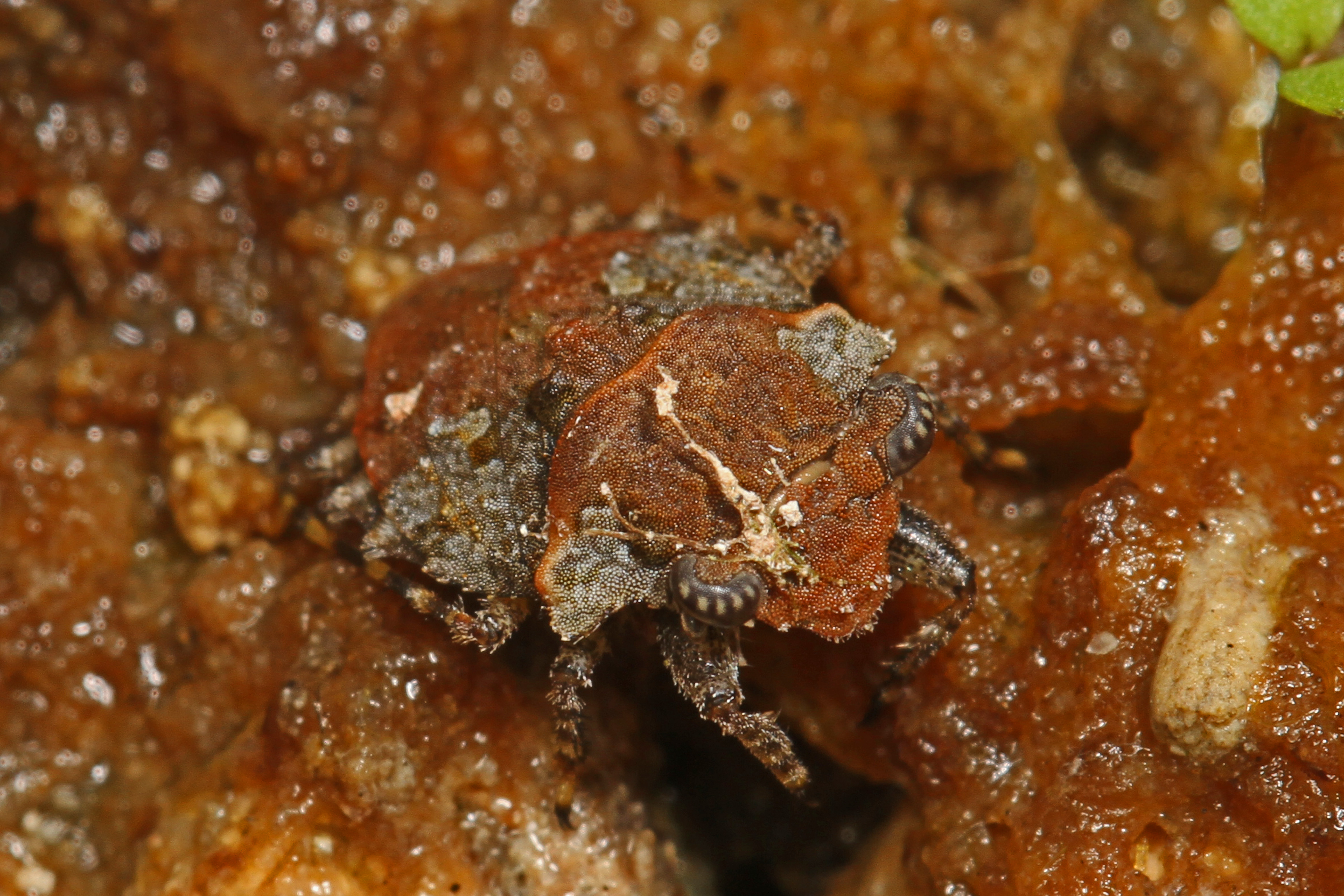
Gelastocoris oculatus, Okaloacoochee Slough State Forest, Floride
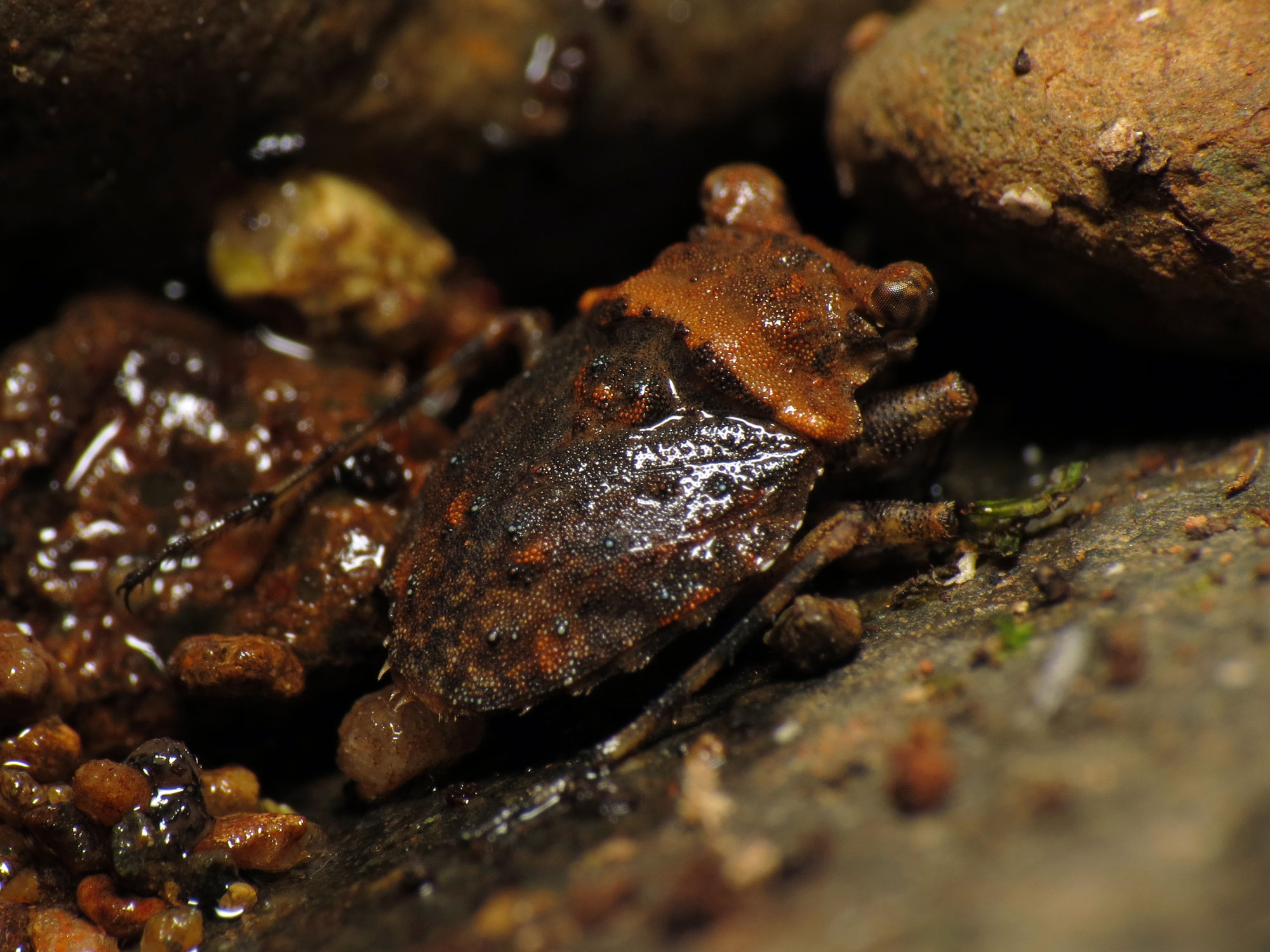
Gelastocoridae sp., Panama
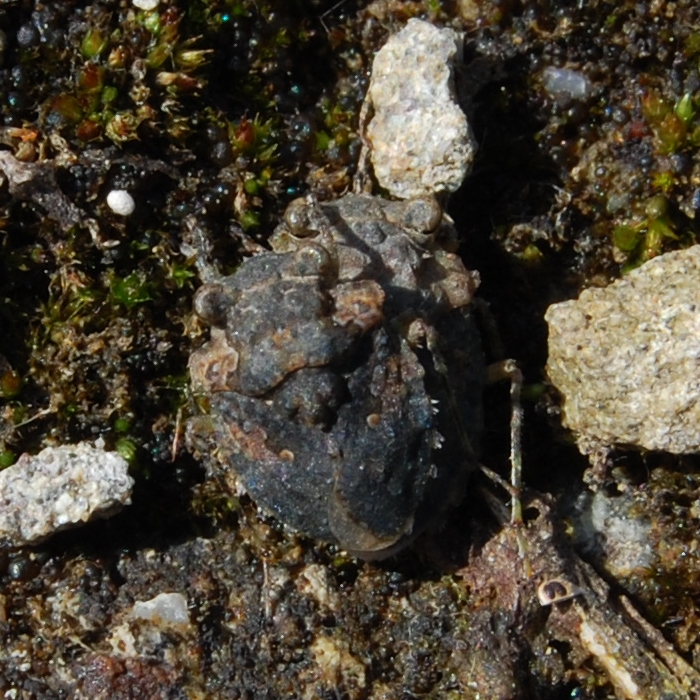
Gelastocoris oculatus, accouplement, San José, Californie
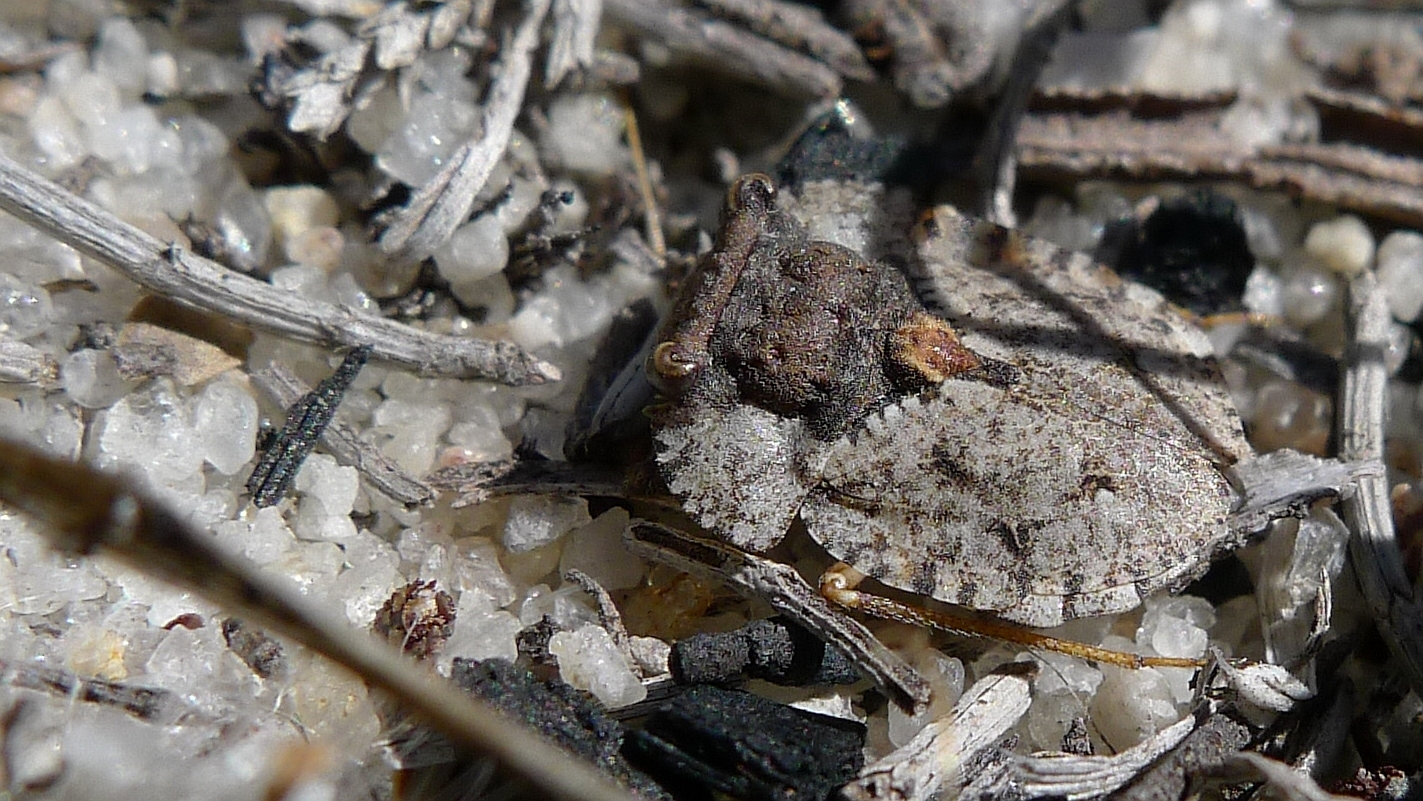
Nerthra sp., Wandoo National Park, Australie
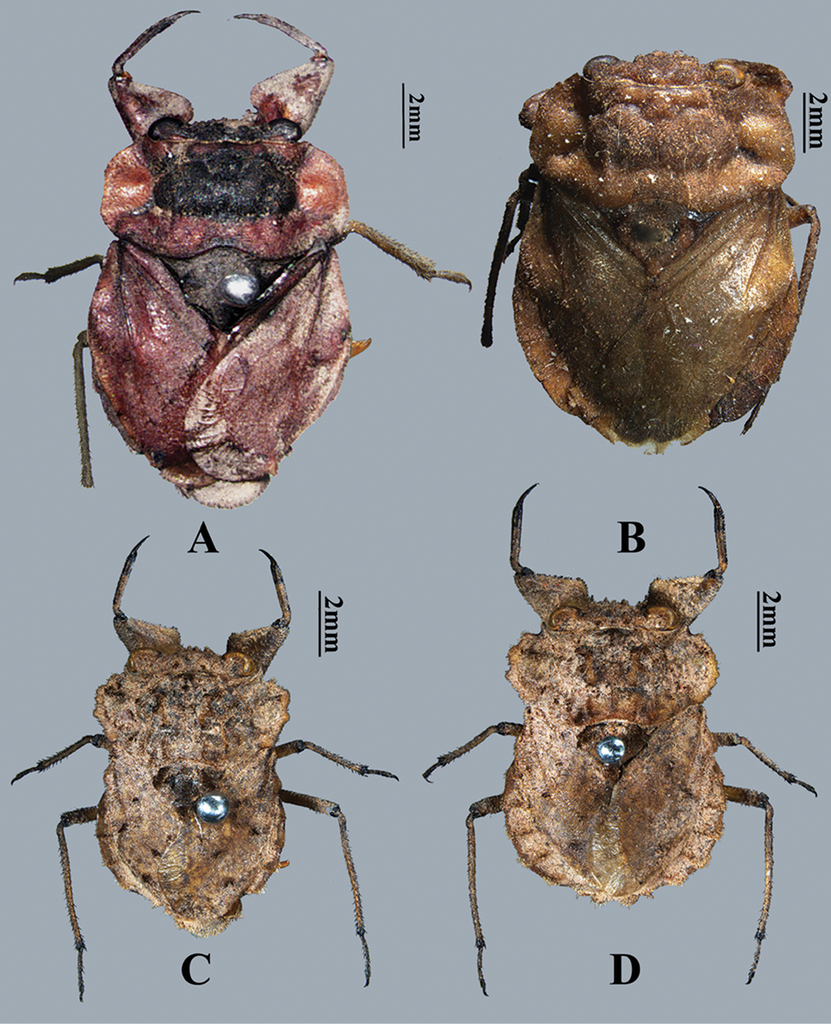
Nerthra asiatica (A ♂, B ♀) et N. indica (C ♂, D ♀), Chine